# برایان جی. وایت
برایان جی. وایت (به انگلیسی: Brian J. White) (زاده ۲۱ آوریل ۱۹۷۵) بازیگر آمریکایی است.

## فیلم‌شناسی
از فیلم‌های معروف او می‌توان به بازی در فیلم نقشه بازی، خانواده استون، مبارزه، اعمال خوب، والتر، متخصص قلب و نانسی درو اشاره کرد.